# Шиф, Жозефина Ильинична
Жозефина Ильинична Шиф (1904—1978) — советский учёный-психолог, доктор педагогических наук (1968), профессор (1970).
Автор свыше 80 работ по специальной психологии, некоторые из них переведены на иностранные языки.

## Биография
Родилась 8 января 1904 года в Варшаве в семье Ильи и Фелиции Шиф. Отец умер, когда Жозефина была младенцем. В 1909 году с матерью они переехали в Одессу, где мать вышла замуж за Самуила Штейнберга — известного в городе педагога.
Девочка училась в одной из гимназий Одессы, где преподавали на немецком языке — отсюда её хорошее знание немецкого языка. В Одессе они пережили Гражданскую войну. По настоянию матери Жозефина поступила в Одесский медицинский институт (ныне Одесский национальный медицинский университет), но, поняв, что это не её призвание, уехала в Ленинград, где поступила на школьно-инструкторское отделение Ленинградского педагогического института имени Герцена (ныне Российский государственный педагогический университет имени А. И. Герцена). В Ленинграде она познакомилась со своим будущим мужем Фёдором Гавриловичем Костиным (1899—1981).
По окончании вуза, с 1926 года работала учителем в школе. В 1930—1932 годах Жозефина Шиф обучалась в аспирантуре Ленинградского педагогического института и защитила в 1934 году кандидатскую диссертацию на тему «Развитие научных понятий у школьников». В 1933 году вместе с мужем они переехали в Москву. В 1936 году, в связи с «разгромом» педологии в СССР, была лишена ученой степени кандидата педагогических наук (восстановлена в 1946 году).
В годы Великой Отечественной войны, в 1941—1942 годах, находясь в эвакуации в городе Куйбышеве (ныне Самара), Ж. И. Шиф заведовала Методическим кабинетом детских домов и занималась организацией детских домов для детей, вывезенных из блокадного Ленинграда. По возвращении в Москву, в 1943—1945 годах участвовала в работе госпиталя черепно-мозговых ранений (руководитель — академик Н. Н. Бурденко), восстанавливала речь раненым участникам войны. Вся её последующая научная деятельность до самого конца жизни была связана с НИИ дефектологии Академии педагогических наук СССР (с 1993 года — Институт коррекционной педагогики РАО). В 1968 году она защитила докторскую диссертацию на тему «Усвоение языка и развитие мышления у глухих детей».
Награждена орденом «Знак Почета» (1954), была отмечена премиями Академии педагогических наук СССР.
Умерла 16 ноября 1978 года в Москве.